# Рабая, Елена Павловна
Елена Павловна Рабая (род. 3 апреля 1960 года) — советская и российская спортсменка-стрелок и тренер по трапу. Пятикратная чемпионка мира. Восьмикратная чемпионка Европы. Пятикратная чемпионка СССР и России. Участница Олимпийских игр 1996 года. Заслуженный мастер спорта СССР (1989). Заслуженный тренер России (2012).

## Биография
Елена Павловна Шиширина родилась 3 апреля 1960 года в Туле. В 1981 году окончила Московский техникум физической культуры и спорта.
Первым тренером был В. Лупанов. Затем тренировалась под руководством будущего мужа — Бориса Рабая. Выступала за тульский спортивный клуб «Арсенал». Многократный призёр чемпионатов мира и Европы. В 1996 году на Олимпийских играх в Атланте заняла 19 место в квалификации дабл-трапа.
Работала тренером в НПО «Тулачермет». С 2006 года работает в сборной России: сначала была старшим тренером, а в настоящее время является главным тренером команды. Также работала тренером-преподавателем по стендовой стрельбе Новосибирского центра высшего спортивного мастерства.
Наиболее высоких достижений среди её воспитанников достигли:
- Ольга Панарина — двукратная чемпионка мира (2009, 2010).
- Екатерина Рабая — чемпионка Европы 2017 года, призёр чемпионатов мира и Европы[6].

## Награды и звания
- Почётное звание «Заслуженный мастер спорта СССР» (1989).
- Почётная грамота Министерства спорта, туризма и молодежной политики Российской Федерации (2010)[7].
- Почётное звание «Заслуженный тренер России» (2012)[8].